# 2-хлорбутан
2-Хлорбутан — органическое соединение с химической формулой CH3-CH(Cl)-C2H5, представитель галогеналканов. Бесцветная легковоспламеняющаяся жидкость, при комнатной температуре нерастворима в воде.

## Получение
2-Хлорбутан может быть получен гидрогалогенированием бутена-2:

## Изомеры
2-Хлорбутан имеет три изомера: 1-хлорбутан, 2-метил-1-хлорпропан (изобутилхлорид) и 2-метил-2-хлорпропан (трет-бутилхлорид).